# 바이에른 인민당

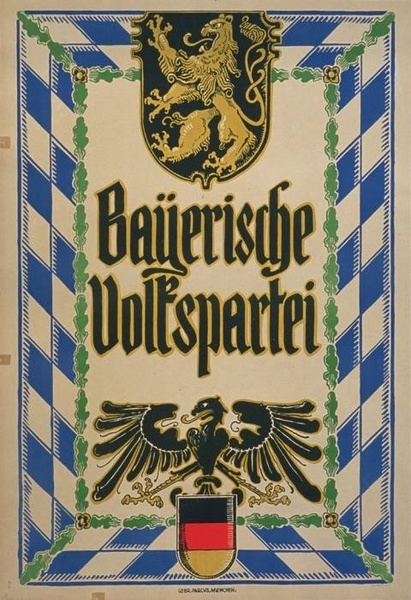

바이에른 인민당(독일어: Bayerische Volkspartei, 약칭 BVP)은 바이마르 공화국 시기에 바이에른주에서 활동했던 가톨릭계 보수주의 정당이다. 전국 단위에서는 독일 중앙당과 협력했다. 제2차 세계 대전 종결 후 바이에른 기독교사회연합이 당 노선을 계승했다.

## 역사
제1차 세계 대전이 독일의 패전으로 치닫는 과정에서 중앙당 내 우파 세력은 좌파 세력을 대표하는 마티아스 에르츠베르거의 활동에 반감을 갖는데, 특히 이들 중에서도 바이에른에서 활동하던 일련의 정치인들은 전국적으로 활동하는 중앙당을 나와 바이에른에서만 활동할 보수적 가톨릭계 정당 창설을 모색한다. 11월 혁명이 발발하고 5일 뒤인 1918년 11월 12일 게오르크 하임과 제바스티안 시베바워는 레겐스부르크에서 바이에른 인민당 창당대회를 개최했다. 이들은 국민투표제·여성 참정권 도입, 농업 개혁을 주장했고, 프로이센 세력을 견제하기 위한 지방 분권화를 추구했다.
창당 후에도 전국 단위에서 중앙당과 협력했지만, 중앙당에 비해 선명한 보수주의 노선을 견지했다. 특히 독일 사회민주당의 내각 참여를 막기 위한 범우파 연합을 지향했다. 전국적인 문제보다는 바이에른주 지방의 문제에 집중했으며, 이 지역에서 강한 지지를 받았다. 특히 소속 정치인이었던 하인리히 헬트는 1924년 바이에른주의 주총리에 취임해 1933년까지 재직했다.
바이마르 공화국에서 바이에른 인민당은 쿠노, 마르크스, 루터, 뮐러, 브뤼닝 내각에 참여했다.
1930년 이후부터는 국가사회주의 독일 노동자당의 내각 참여를 지지했다. 1933년 수권법 통과로 해산됐다. 제2차 세계 대전 종결 후 바이에른 기독교사회연합이 당 노선을 계승했다.

## 역대 지도부

### 당 의장
| 대수 | 이름                   | 취임   | 퇴임   |
| ---- | ---------------------- | ------ | ------ |
| 1    | 카를 프리드리히 슈페크 | 1918년 | 1929년 |
| 2    | 프리츠 셰퍼            | 1929년 | 1933년 |

### 국가의회 원내대표
| 대수 | 이름          | 취임   | 퇴임   |
| ---- | ------------- | ------ | ------ |
| 1    | 요한 라이히트 | 1920년 | 1933년 |

## 역대 선거 결과

### 국가의회 선거
| 연도        | 의석     | 득표율 |
| ----------- | -------- | ------ |
| 1919년      | 0 / 423  | 3.8%   |
| 1920년      | 21 / 459 | 4.4%   |
| 1924년 5월  | 16 / 472 | 3.2%   |
| 1924년 12월 | 19 / 493 | 3.7%   |
| 1928년      | 16 / 491 | 3.1%   |
| 1930년      | 19 / 577 | 3.0%   |
| 1932년 7월  | 22 / 608 | 3.3%   |
| 1932년 11월 | 20 / 584 | 3.1%   |
| 1933년      | 18 / 647 | 2.7%   |

### 주의회 선거
| 연도        | 의석     | 득표율 |
| ----------- | -------- | ------ |
| 1919년      | 66 / 180 | 35.0%  |
| 1920년 6월  | 65 / 158 | 39.4%  |
| 1920년 10월 | 46 / 129 | 39.0%  |
| 1924년      | 46 / 128 | 32.8%  |
| 1928년      | 45 / 156 | 31.6%  |
| 1932년      | 27 / 103 | 32.6%  |

## 참고
- Winfried Becker. “Bayerische Volkspartei”. 《Konrad Adenauer Stiftung》.